# Одесская улица (Париж)
Оде́сская улица (фр. rue d’Odessa) — улица в квартале Монпарнас, 14-го округа Парижа. Проходит от улицы Дю-Депар до улицы бульвара Монпарнас, 64. Названа в память о бомбардировке Одессы англо-французской эскадрой в апреле 1854 года.

## История
Улица и ее название были учреждены постановлением муниципалитета Парижа от 27 апреля 1881 года, в соответствии с которым произошла реструктуризация бывшего Одесского городка, созданного во время Крымской войны.

## Современность
Одесская улица расположена в оживленном районе Парижа со многими известными кафе и театрами, недалеко от небоскреба Башня Монпарнас, а также от квартала Сен-Жермен-де-Пре, Латинского квартала и Люксембургского сада, куда можно доехать на метро (ст. Вавен).

## Известные жители
- Андре Лот, французский скульптор, художник, педагог. С 1922 года до конца жизни занимался преподавательской деятельностью в доме № 18, где создал свою академию.

В доме № 28 (гостиница «Одесса») в разное время проживали:
- Лев Троцкий проживал в 1914 и 1933 годах.
- Цугухару Фудзита, французский живописец японского происхождения, график парижской школы[2].
- Виктор Фёдоров, известный русский лётчик, участник Первой мировой войны[3].